# Matías Vecino (obispo)
Matías Vecino (Santo Tomé, 28 de agosto de 1979) es un eclesiástico, profesor y teólogo católico argentino. Es el obispo auxiliar de Santa Fe de la Vera Cruz, desde 2024.

## Biografía
Nació el 28 de agosto de 1979, en la ciudad argentina de Santo Tomé. Hijo primogénito de Silvia Vecino, siendo su padre un reacio anticlericalista.
Cuando tenía quince años, su madre lo envió a él y a su hermano a la catequesis, a modo de acto oración a Dios, por la salud de su padre. Al tiempo, su padre fallecería. Durante este período, descubrió su vocación religiosa.
En el 2000, ingresó al Seminario Metropolitano de Santa Fe, donde realizó sus estudios eclesiásticos. Obtuvo el Profesorado de Formación Cristiana y Filosofía, y el Profesorado en Ciencias Sagradas en el Instituto Superior Particular Incorporado «San Juan de Ávila».
En 2017, tras realizar estudios en la Academia Pontificia Alfonsiana, obtuvo la licenciatura en Teología moral.

### Sacerdocio
Fue ordenado diácono en 2007. Su ordenación sacerdotal fue el 30 de septiembre de 2008, incardinándose en la arquidiócesis de Santa Fe de la Vera Cruz.
- Vicario parroquial en la Basílica Nuestra Señora de Guadalupe, en Santa Fe (2007-2012).
- Asesor arquidiocesano del Área de Jóvenes y Aspirantes de la Acción Católica Argentina (2009-2012).[2]
- Vicario parroquial de «Nuestra Señora de la Merced», en San Justo (2012-2015).
- Administrador parroquial de «Nuestra Señora del Rosario», en Videla.
- Capellán y profesor del «Colegio Urbano de Iriondo del Niño Jesús» (2012-2015).
- Administrador parroquial de «Nuestra Señora de la Merced» y vicario parroquial de «Nuestra Señora de América», en Santa Fe (2014).[2]
- Delegado episcopal para la Pastoral Social (2017).
- Miembro del Consejo de Órdenes y Ministerios (2018).
- Director de la Pastoral universitaria de la Universidad Católica de Santa Fe (2019).[3]
- Párroco del Santuario arquidiocesano San Cayetano, en Santa Fe (2017-2023).
- Profesor de Teología en el Instituto «San Juan de Ávila» del Seminario Metropolitano de Santa Fe, y del Instituto «Fray Francisco de Paula Castañeda» (2017-2024).[3]
- Vicario episcopal para la Pastoral social y coordinador del Consejo de las Pastorales sociales (2019-2024).
- Miembro del Consejo Presbiteral y del equipo arquidiocesano para la formación permanente del clero (2019-2024).
- Miembro del equipo arquidiocesano para la animación del camino sinodal (2021-2024).
- Párroco de la «Sagrada Familia», en Santo Tomé (2023-2024).
- Canónigo del Cabildo metropolitano (2023-2024).
- Síndico y capellán de la Casa «Juan Diego».

### Episcopado
El 28 de agosto de 2024, el papa Francisco lo nombró obispo titular de Idicra y obispo auxiliar de Santa Fe de la Vera Cruz. Ese mismo día cumplía 45 años, por lo que pasaba a ser el obispo más joven de Argentina. También se convirtió en obispo auxiliar, después de que no haya habido alguno desde 47 años en la sede santafesina.
Fue consagrado el 30 de septiembre del mismo año, en la Basílica Nuestra Señora de Guadalupe, en Santa Fe; a manos del arzobispo Sergio Fenoy.
En la Conferencia Episcopal Argentina es, desde noviembre de 2024, miembro de las Comisión Episcopal de Pastoral Social.